# Râuri din Iordania
Aceasta este o listă a râurilor din Iordania. Această listă este aranjată pe bazine de drenaj, cu afluenții respectivi indentați sub numele fiecărui flux mai mare. Multe dintre aceste râuri sunt sezoniere.

## Marea Moartă

### Râul Iordan
Râul Iordan este principalul râu care se varsă în Marea Moartă din nord.  De asemenea, este partea de nord a frontierei de vest a Iordaniei. De la nord la sud, râurile care se varsă în el sunt:
- Râul Yarmouk - cel mai mare afluent al Iordanului și face parte din granița de nord a Iordaniei cu Siria și Israel. Se varsă în Iordan la sud de Marea Galileii
- Wadi al-'Arab[1]
- Wadi Ziqlab[1]
- Wadi al-Yabis[1]
- Wadi Kafranja[1] sau Kufrinjah, trecând pe lângă Ajloun
- Râul Zarqa (Râul Jabbok) - al doilea cel mai mare afluent al Iordanului, curge în aproximativ jumătatea distanței dintre Marea Galileii și Marea Moartă
  - Wadi Zulayl (Wadi Dhuleil)
- Wadi Shu'ayb (Wadi Sha'eb)
- Wadi al Gharabah
  - Wadi ar-Ramah
  - Wadi al Kafrayn
    - Wadi as Seer

### Alte râuri
Alte râuri care se varsă direct în Marea Moartă sunt:
- Wadi Zarqa' Ma'in
- Wadi Mujib (Arnon)
  - Wadi al-Haydan
  - Wadi an-Nukhaylah
  - Wadi al-Hafirah
- Wadi ash-Shuqayq
- Wadi al-Karak
- Wadi Arabah (Wadi al-Jayb) - valea la sud de Marea Moartă și, de asemenea, granița de sud cu Israelul
  - Wadi Zered  cunoscută sub numele de Wadi al Hasa.
  - Wadi al-Fidan
  - Wadi al-Buwayridah
  - Wadi Musa

## Marea Roșie(Golful Aqaba)
- Wadi Yitm
  - Wadi Rum

## Deșertul Sirian
- Wadi Sirhan
  - Far Wadi al Abyad
  - Wadi Fakk Abu Thiran
  - Wadi al Fukuk
  - Wadi el Hasah
  - Wadi al Gharra
  - Wadi Ba'ir
  - Wadi al Makhruq
  - Wadi al Jashshah al Adlah
  - Wadi Rijlat
  - Wadi al Ghadaf
  - Wadi al Janab

### Qa Al Jafr
- Wadi Abu Safah
  - Wadi al Buraykah
- Wadi Abu Tarafah
- Wadi Abu 'Amud
- Wadi al Jahdaniyah
- Wadi Kabid
- Wadi al 'Unab